# Завлечение (шахматы)
Завлечение (привлечение) — тактический приём, вынуждающий (при помощи жертв, нападений или угроз) фигуру соперника занять определённое поле или линию с целью использования неудачного положения этой фигуры.

## Пример из партии
Например, в партии M. Видмар — М. Эйве  (Карловы Вары, 1929) белые осуществляют комбинацию, дважды использовав тему завлечения.
|   | a | b | c | d | e | f | g | h |   |
| - | --- | --- | --- | --- | --- | --- | --- | --- | - |
| 8 | g8 чёрный король · f7 чёрная пешка · g7 чёрный слон · b6 чёрная пешка · d6 белый конь · h6 чёрная пешка · a5 чёрная пешка · g5 чёрная пешка · f4 чёрный ферзь · a3 белый ферзь · h3 белая пешка · a2 белая пешка · b2 белая пешка · c2 чёрная ладья · d1 белая ладья · e1 белая ладья · h1 белый король | g8 чёрный король · f7 чёрная пешка · g7 чёрный слон · b6 чёрная пешка · d6 белый конь · h6 чёрная пешка · a5 чёрная пешка · g5 чёрная пешка · f4 чёрный ферзь · a3 белый ферзь · h3 белая пешка · a2 белая пешка · b2 белая пешка · c2 чёрная ладья · d1 белая ладья · e1 белая ладья · h1 белый король | g8 чёрный король · f7 чёрная пешка · g7 чёрный слон · b6 чёрная пешка · d6 белый конь · h6 чёрная пешка · a5 чёрная пешка · g5 чёрная пешка · f4 чёрный ферзь · a3 белый ферзь · h3 белая пешка · a2 белая пешка · b2 белая пешка · c2 чёрная ладья · d1 белая ладья · e1 белая ладья · h1 белый король | g8 чёрный король · f7 чёрная пешка · g7 чёрный слон · b6 чёрная пешка · d6 белый конь · h6 чёрная пешка · a5 чёрная пешка · g5 чёрная пешка · f4 чёрный ферзь · a3 белый ферзь · h3 белая пешка · a2 белая пешка · b2 белая пешка · c2 чёрная ладья · d1 белая ладья · e1 белая ладья · h1 белый король | g8 чёрный король · f7 чёрная пешка · g7 чёрный слон · b6 чёрная пешка · d6 белый конь · h6 чёрная пешка · a5 чёрная пешка · g5 чёрная пешка · f4 чёрный ферзь · a3 белый ферзь · h3 белая пешка · a2 белая пешка · b2 белая пешка · c2 чёрная ладья · d1 белая ладья · e1 белая ладья · h1 белый король | g8 чёрный король · f7 чёрная пешка · g7 чёрный слон · b6 чёрная пешка · d6 белый конь · h6 чёрная пешка · a5 чёрная пешка · g5 чёрная пешка · f4 чёрный ферзь · a3 белый ферзь · h3 белая пешка · a2 белая пешка · b2 белая пешка · c2 чёрная ладья · d1 белая ладья · e1 белая ладья · h1 белый король | g8 чёрный король · f7 чёрная пешка · g7 чёрный слон · b6 чёрная пешка · d6 белый конь · h6 чёрная пешка · a5 чёрная пешка · g5 чёрная пешка · f4 чёрный ферзь · a3 белый ферзь · h3 белая пешка · a2 белая пешка · b2 белая пешка · c2 чёрная ладья · d1 белая ладья · e1 белая ладья · h1 белый король | g8 чёрный король · f7 чёрная пешка · g7 чёрный слон · b6 чёрная пешка · d6 белый конь · h6 чёрная пешка · a5 чёрная пешка · g5 чёрная пешка · f4 чёрный ферзь · a3 белый ферзь · h3 белая пешка · a2 белая пешка · b2 белая пешка · c2 чёрная ладья · d1 белая ладья · e1 белая ладья · h1 белый король | 8 |
| 7 | g8 чёрный король · f7 чёрная пешка · g7 чёрный слон · b6 чёрная пешка · d6 белый конь · h6 чёрная пешка · a5 чёрная пешка · g5 чёрная пешка · f4 чёрный ферзь · a3 белый ферзь · h3 белая пешка · a2 белая пешка · b2 белая пешка · c2 чёрная ладья · d1 белая ладья · e1 белая ладья · h1 белый король | g8 чёрный король · f7 чёрная пешка · g7 чёрный слон · b6 чёрная пешка · d6 белый конь · h6 чёрная пешка · a5 чёрная пешка · g5 чёрная пешка · f4 чёрный ферзь · a3 белый ферзь · h3 белая пешка · a2 белая пешка · b2 белая пешка · c2 чёрная ладья · d1 белая ладья · e1 белая ладья · h1 белый король | g8 чёрный король · f7 чёрная пешка · g7 чёрный слон · b6 чёрная пешка · d6 белый конь · h6 чёрная пешка · a5 чёрная пешка · g5 чёрная пешка · f4 чёрный ферзь · a3 белый ферзь · h3 белая пешка · a2 белая пешка · b2 белая пешка · c2 чёрная ладья · d1 белая ладья · e1 белая ладья · h1 белый король | g8 чёрный король · f7 чёрная пешка · g7 чёрный слон · b6 чёрная пешка · d6 белый конь · h6 чёрная пешка · a5 чёрная пешка · g5 чёрная пешка · f4 чёрный ферзь · a3 белый ферзь · h3 белая пешка · a2 белая пешка · b2 белая пешка · c2 чёрная ладья · d1 белая ладья · e1 белая ладья · h1 белый король | g8 чёрный король · f7 чёрная пешка · g7 чёрный слон · b6 чёрная пешка · d6 белый конь · h6 чёрная пешка · a5 чёрная пешка · g5 чёрная пешка · f4 чёрный ферзь · a3 белый ферзь · h3 белая пешка · a2 белая пешка · b2 белая пешка · c2 чёрная ладья · d1 белая ладья · e1 белая ладья · h1 белый король | g8 чёрный король · f7 чёрная пешка · g7 чёрный слон · b6 чёрная пешка · d6 белый конь · h6 чёрная пешка · a5 чёрная пешка · g5 чёрная пешка · f4 чёрный ферзь · a3 белый ферзь · h3 белая пешка · a2 белая пешка · b2 белая пешка · c2 чёрная ладья · d1 белая ладья · e1 белая ладья · h1 белый король | g8 чёрный король · f7 чёрная пешка · g7 чёрный слон · b6 чёрная пешка · d6 белый конь · h6 чёрная пешка · a5 чёрная пешка · g5 чёрная пешка · f4 чёрный ферзь · a3 белый ферзь · h3 белая пешка · a2 белая пешка · b2 белая пешка · c2 чёрная ладья · d1 белая ладья · e1 белая ладья · h1 белый король | g8 чёрный король · f7 чёрная пешка · g7 чёрный слон · b6 чёрная пешка · d6 белый конь · h6 чёрная пешка · a5 чёрная пешка · g5 чёрная пешка · f4 чёрный ферзь · a3 белый ферзь · h3 белая пешка · a2 белая пешка · b2 белая пешка · c2 чёрная ладья · d1 белая ладья · e1 белая ладья · h1 белый король | 7 |
| 6 | g8 чёрный король · f7 чёрная пешка · g7 чёрный слон · b6 чёрная пешка · d6 белый конь · h6 чёрная пешка · a5 чёрная пешка · g5 чёрная пешка · f4 чёрный ферзь · a3 белый ферзь · h3 белая пешка · a2 белая пешка · b2 белая пешка · c2 чёрная ладья · d1 белая ладья · e1 белая ладья · h1 белый король | g8 чёрный король · f7 чёрная пешка · g7 чёрный слон · b6 чёрная пешка · d6 белый конь · h6 чёрная пешка · a5 чёрная пешка · g5 чёрная пешка · f4 чёрный ферзь · a3 белый ферзь · h3 белая пешка · a2 белая пешка · b2 белая пешка · c2 чёрная ладья · d1 белая ладья · e1 белая ладья · h1 белый король | g8 чёрный король · f7 чёрная пешка · g7 чёрный слон · b6 чёрная пешка · d6 белый конь · h6 чёрная пешка · a5 чёрная пешка · g5 чёрная пешка · f4 чёрный ферзь · a3 белый ферзь · h3 белая пешка · a2 белая пешка · b2 белая пешка · c2 чёрная ладья · d1 белая ладья · e1 белая ладья · h1 белый король | g8 чёрный король · f7 чёрная пешка · g7 чёрный слон · b6 чёрная пешка · d6 белый конь · h6 чёрная пешка · a5 чёрная пешка · g5 чёрная пешка · f4 чёрный ферзь · a3 белый ферзь · h3 белая пешка · a2 белая пешка · b2 белая пешка · c2 чёрная ладья · d1 белая ладья · e1 белая ладья · h1 белый король | g8 чёрный король · f7 чёрная пешка · g7 чёрный слон · b6 чёрная пешка · d6 белый конь · h6 чёрная пешка · a5 чёрная пешка · g5 чёрная пешка · f4 чёрный ферзь · a3 белый ферзь · h3 белая пешка · a2 белая пешка · b2 белая пешка · c2 чёрная ладья · d1 белая ладья · e1 белая ладья · h1 белый король | g8 чёрный король · f7 чёрная пешка · g7 чёрный слон · b6 чёрная пешка · d6 белый конь · h6 чёрная пешка · a5 чёрная пешка · g5 чёрная пешка · f4 чёрный ферзь · a3 белый ферзь · h3 белая пешка · a2 белая пешка · b2 белая пешка · c2 чёрная ладья · d1 белая ладья · e1 белая ладья · h1 белый король | g8 чёрный король · f7 чёрная пешка · g7 чёрный слон · b6 чёрная пешка · d6 белый конь · h6 чёрная пешка · a5 чёрная пешка · g5 чёрная пешка · f4 чёрный ферзь · a3 белый ферзь · h3 белая пешка · a2 белая пешка · b2 белая пешка · c2 чёрная ладья · d1 белая ладья · e1 белая ладья · h1 белый король | g8 чёрный король · f7 чёрная пешка · g7 чёрный слон · b6 чёрная пешка · d6 белый конь · h6 чёрная пешка · a5 чёрная пешка · g5 чёрная пешка · f4 чёрный ферзь · a3 белый ферзь · h3 белая пешка · a2 белая пешка · b2 белая пешка · c2 чёрная ладья · d1 белая ладья · e1 белая ладья · h1 белый король | 6 |
| 5 | g8 чёрный король · f7 чёрная пешка · g7 чёрный слон · b6 чёрная пешка · d6 белый конь · h6 чёрная пешка · a5 чёрная пешка · g5 чёрная пешка · f4 чёрный ферзь · a3 белый ферзь · h3 белая пешка · a2 белая пешка · b2 белая пешка · c2 чёрная ладья · d1 белая ладья · e1 белая ладья · h1 белый король | g8 чёрный король · f7 чёрная пешка · g7 чёрный слон · b6 чёрная пешка · d6 белый конь · h6 чёрная пешка · a5 чёрная пешка · g5 чёрная пешка · f4 чёрный ферзь · a3 белый ферзь · h3 белая пешка · a2 белая пешка · b2 белая пешка · c2 чёрная ладья · d1 белая ладья · e1 белая ладья · h1 белый король | g8 чёрный король · f7 чёрная пешка · g7 чёрный слон · b6 чёрная пешка · d6 белый конь · h6 чёрная пешка · a5 чёрная пешка · g5 чёрная пешка · f4 чёрный ферзь · a3 белый ферзь · h3 белая пешка · a2 белая пешка · b2 белая пешка · c2 чёрная ладья · d1 белая ладья · e1 белая ладья · h1 белый король | g8 чёрный король · f7 чёрная пешка · g7 чёрный слон · b6 чёрная пешка · d6 белый конь · h6 чёрная пешка · a5 чёрная пешка · g5 чёрная пешка · f4 чёрный ферзь · a3 белый ферзь · h3 белая пешка · a2 белая пешка · b2 белая пешка · c2 чёрная ладья · d1 белая ладья · e1 белая ладья · h1 белый король | g8 чёрный король · f7 чёрная пешка · g7 чёрный слон · b6 чёрная пешка · d6 белый конь · h6 чёрная пешка · a5 чёрная пешка · g5 чёрная пешка · f4 чёрный ферзь · a3 белый ферзь · h3 белая пешка · a2 белая пешка · b2 белая пешка · c2 чёрная ладья · d1 белая ладья · e1 белая ладья · h1 белый король | g8 чёрный король · f7 чёрная пешка · g7 чёрный слон · b6 чёрная пешка · d6 белый конь · h6 чёрная пешка · a5 чёрная пешка · g5 чёрная пешка · f4 чёрный ферзь · a3 белый ферзь · h3 белая пешка · a2 белая пешка · b2 белая пешка · c2 чёрная ладья · d1 белая ладья · e1 белая ладья · h1 белый король | g8 чёрный король · f7 чёрная пешка · g7 чёрный слон · b6 чёрная пешка · d6 белый конь · h6 чёрная пешка · a5 чёрная пешка · g5 чёрная пешка · f4 чёрный ферзь · a3 белый ферзь · h3 белая пешка · a2 белая пешка · b2 белая пешка · c2 чёрная ладья · d1 белая ладья · e1 белая ладья · h1 белый король | g8 чёрный король · f7 чёрная пешка · g7 чёрный слон · b6 чёрная пешка · d6 белый конь · h6 чёрная пешка · a5 чёрная пешка · g5 чёрная пешка · f4 чёрный ферзь · a3 белый ферзь · h3 белая пешка · a2 белая пешка · b2 белая пешка · c2 чёрная ладья · d1 белая ладья · e1 белая ладья · h1 белый король | 5 |
| 4 | g8 чёрный король · f7 чёрная пешка · g7 чёрный слон · b6 чёрная пешка · d6 белый конь · h6 чёрная пешка · a5 чёрная пешка · g5 чёрная пешка · f4 чёрный ферзь · a3 белый ферзь · h3 белая пешка · a2 белая пешка · b2 белая пешка · c2 чёрная ладья · d1 белая ладья · e1 белая ладья · h1 белый король | g8 чёрный король · f7 чёрная пешка · g7 чёрный слон · b6 чёрная пешка · d6 белый конь · h6 чёрная пешка · a5 чёрная пешка · g5 чёрная пешка · f4 чёрный ферзь · a3 белый ферзь · h3 белая пешка · a2 белая пешка · b2 белая пешка · c2 чёрная ладья · d1 белая ладья · e1 белая ладья · h1 белый король | g8 чёрный король · f7 чёрная пешка · g7 чёрный слон · b6 чёрная пешка · d6 белый конь · h6 чёрная пешка · a5 чёрная пешка · g5 чёрная пешка · f4 чёрный ферзь · a3 белый ферзь · h3 белая пешка · a2 белая пешка · b2 белая пешка · c2 чёрная ладья · d1 белая ладья · e1 белая ладья · h1 белый король | g8 чёрный король · f7 чёрная пешка · g7 чёрный слон · b6 чёрная пешка · d6 белый конь · h6 чёрная пешка · a5 чёрная пешка · g5 чёрная пешка · f4 чёрный ферзь · a3 белый ферзь · h3 белая пешка · a2 белая пешка · b2 белая пешка · c2 чёрная ладья · d1 белая ладья · e1 белая ладья · h1 белый король | g8 чёрный король · f7 чёрная пешка · g7 чёрный слон · b6 чёрная пешка · d6 белый конь · h6 чёрная пешка · a5 чёрная пешка · g5 чёрная пешка · f4 чёрный ферзь · a3 белый ферзь · h3 белая пешка · a2 белая пешка · b2 белая пешка · c2 чёрная ладья · d1 белая ладья · e1 белая ладья · h1 белый король | g8 чёрный король · f7 чёрная пешка · g7 чёрный слон · b6 чёрная пешка · d6 белый конь · h6 чёрная пешка · a5 чёрная пешка · g5 чёрная пешка · f4 чёрный ферзь · a3 белый ферзь · h3 белая пешка · a2 белая пешка · b2 белая пешка · c2 чёрная ладья · d1 белая ладья · e1 белая ладья · h1 белый король | g8 чёрный король · f7 чёрная пешка · g7 чёрный слон · b6 чёрная пешка · d6 белый конь · h6 чёрная пешка · a5 чёрная пешка · g5 чёрная пешка · f4 чёрный ферзь · a3 белый ферзь · h3 белая пешка · a2 белая пешка · b2 белая пешка · c2 чёрная ладья · d1 белая ладья · e1 белая ладья · h1 белый король | g8 чёрный король · f7 чёрная пешка · g7 чёрный слон · b6 чёрная пешка · d6 белый конь · h6 чёрная пешка · a5 чёрная пешка · g5 чёрная пешка · f4 чёрный ферзь · a3 белый ферзь · h3 белая пешка · a2 белая пешка · b2 белая пешка · c2 чёрная ладья · d1 белая ладья · e1 белая ладья · h1 белый король | 4 |
| 3 | g8 чёрный король · f7 чёрная пешка · g7 чёрный слон · b6 чёрная пешка · d6 белый конь · h6 чёрная пешка · a5 чёрная пешка · g5 чёрная пешка · f4 чёрный ферзь · a3 белый ферзь · h3 белая пешка · a2 белая пешка · b2 белая пешка · c2 чёрная ладья · d1 белая ладья · e1 белая ладья · h1 белый король | g8 чёрный король · f7 чёрная пешка · g7 чёрный слон · b6 чёрная пешка · d6 белый конь · h6 чёрная пешка · a5 чёрная пешка · g5 чёрная пешка · f4 чёрный ферзь · a3 белый ферзь · h3 белая пешка · a2 белая пешка · b2 белая пешка · c2 чёрная ладья · d1 белая ладья · e1 белая ладья · h1 белый король | g8 чёрный король · f7 чёрная пешка · g7 чёрный слон · b6 чёрная пешка · d6 белый конь · h6 чёрная пешка · a5 чёрная пешка · g5 чёрная пешка · f4 чёрный ферзь · a3 белый ферзь · h3 белая пешка · a2 белая пешка · b2 белая пешка · c2 чёрная ладья · d1 белая ладья · e1 белая ладья · h1 белый король | g8 чёрный король · f7 чёрная пешка · g7 чёрный слон · b6 чёрная пешка · d6 белый конь · h6 чёрная пешка · a5 чёрная пешка · g5 чёрная пешка · f4 чёрный ферзь · a3 белый ферзь · h3 белая пешка · a2 белая пешка · b2 белая пешка · c2 чёрная ладья · d1 белая ладья · e1 белая ладья · h1 белый король | g8 чёрный король · f7 чёрная пешка · g7 чёрный слон · b6 чёрная пешка · d6 белый конь · h6 чёрная пешка · a5 чёрная пешка · g5 чёрная пешка · f4 чёрный ферзь · a3 белый ферзь · h3 белая пешка · a2 белая пешка · b2 белая пешка · c2 чёрная ладья · d1 белая ладья · e1 белая ладья · h1 белый король | g8 чёрный король · f7 чёрная пешка · g7 чёрный слон · b6 чёрная пешка · d6 белый конь · h6 чёрная пешка · a5 чёрная пешка · g5 чёрная пешка · f4 чёрный ферзь · a3 белый ферзь · h3 белая пешка · a2 белая пешка · b2 белая пешка · c2 чёрная ладья · d1 белая ладья · e1 белая ладья · h1 белый король | g8 чёрный король · f7 чёрная пешка · g7 чёрный слон · b6 чёрная пешка · d6 белый конь · h6 чёрная пешка · a5 чёрная пешка · g5 чёрная пешка · f4 чёрный ферзь · a3 белый ферзь · h3 белая пешка · a2 белая пешка · b2 белая пешка · c2 чёрная ладья · d1 белая ладья · e1 белая ладья · h1 белый король | g8 чёрный король · f7 чёрная пешка · g7 чёрный слон · b6 чёрная пешка · d6 белый конь · h6 чёрная пешка · a5 чёрная пешка · g5 чёрная пешка · f4 чёрный ферзь · a3 белый ферзь · h3 белая пешка · a2 белая пешка · b2 белая пешка · c2 чёрная ладья · d1 белая ладья · e1 белая ладья · h1 белый король | 3 |
| 2 | g8 чёрный король · f7 чёрная пешка · g7 чёрный слон · b6 чёрная пешка · d6 белый конь · h6 чёрная пешка · a5 чёрная пешка · g5 чёрная пешка · f4 чёрный ферзь · a3 белый ферзь · h3 белая пешка · a2 белая пешка · b2 белая пешка · c2 чёрная ладья · d1 белая ладья · e1 белая ладья · h1 белый король | g8 чёрный король · f7 чёрная пешка · g7 чёрный слон · b6 чёрная пешка · d6 белый конь · h6 чёрная пешка · a5 чёрная пешка · g5 чёрная пешка · f4 чёрный ферзь · a3 белый ферзь · h3 белая пешка · a2 белая пешка · b2 белая пешка · c2 чёрная ладья · d1 белая ладья · e1 белая ладья · h1 белый король | g8 чёрный король · f7 чёрная пешка · g7 чёрный слон · b6 чёрная пешка · d6 белый конь · h6 чёрная пешка · a5 чёрная пешка · g5 чёрная пешка · f4 чёрный ферзь · a3 белый ферзь · h3 белая пешка · a2 белая пешка · b2 белая пешка · c2 чёрная ладья · d1 белая ладья · e1 белая ладья · h1 белый король | g8 чёрный король · f7 чёрная пешка · g7 чёрный слон · b6 чёрная пешка · d6 белый конь · h6 чёрная пешка · a5 чёрная пешка · g5 чёрная пешка · f4 чёрный ферзь · a3 белый ферзь · h3 белая пешка · a2 белая пешка · b2 белая пешка · c2 чёрная ладья · d1 белая ладья · e1 белая ладья · h1 белый король | g8 чёрный король · f7 чёрная пешка · g7 чёрный слон · b6 чёрная пешка · d6 белый конь · h6 чёрная пешка · a5 чёрная пешка · g5 чёрная пешка · f4 чёрный ферзь · a3 белый ферзь · h3 белая пешка · a2 белая пешка · b2 белая пешка · c2 чёрная ладья · d1 белая ладья · e1 белая ладья · h1 белый король | g8 чёрный король · f7 чёрная пешка · g7 чёрный слон · b6 чёрная пешка · d6 белый конь · h6 чёрная пешка · a5 чёрная пешка · g5 чёрная пешка · f4 чёрный ферзь · a3 белый ферзь · h3 белая пешка · a2 белая пешка · b2 белая пешка · c2 чёрная ладья · d1 белая ладья · e1 белая ладья · h1 белый король | g8 чёрный король · f7 чёрная пешка · g7 чёрный слон · b6 чёрная пешка · d6 белый конь · h6 чёрная пешка · a5 чёрная пешка · g5 чёрная пешка · f4 чёрный ферзь · a3 белый ферзь · h3 белая пешка · a2 белая пешка · b2 белая пешка · c2 чёрная ладья · d1 белая ладья · e1 белая ладья · h1 белый король | g8 чёрный король · f7 чёрная пешка · g7 чёрный слон · b6 чёрная пешка · d6 белый конь · h6 чёрная пешка · a5 чёрная пешка · g5 чёрная пешка · f4 чёрный ферзь · a3 белый ферзь · h3 белая пешка · a2 белая пешка · b2 белая пешка · c2 чёрная ладья · d1 белая ладья · e1 белая ладья · h1 белый король | 2 |
| 1 | g8 чёрный король · f7 чёрная пешка · g7 чёрный слон · b6 чёрная пешка · d6 белый конь · h6 чёрная пешка · a5 чёрная пешка · g5 чёрная пешка · f4 чёрный ферзь · a3 белый ферзь · h3 белая пешка · a2 белая пешка · b2 белая пешка · c2 чёрная ладья · d1 белая ладья · e1 белая ладья · h1 белый король | g8 чёрный король · f7 чёрная пешка · g7 чёрный слон · b6 чёрная пешка · d6 белый конь · h6 чёрная пешка · a5 чёрная пешка · g5 чёрная пешка · f4 чёрный ферзь · a3 белый ферзь · h3 белая пешка · a2 белая пешка · b2 белая пешка · c2 чёрная ладья · d1 белая ладья · e1 белая ладья · h1 белый король | g8 чёрный король · f7 чёрная пешка · g7 чёрный слон · b6 чёрная пешка · d6 белый конь · h6 чёрная пешка · a5 чёрная пешка · g5 чёрная пешка · f4 чёрный ферзь · a3 белый ферзь · h3 белая пешка · a2 белая пешка · b2 белая пешка · c2 чёрная ладья · d1 белая ладья · e1 белая ладья · h1 белый король | g8 чёрный король · f7 чёрная пешка · g7 чёрный слон · b6 чёрная пешка · d6 белый конь · h6 чёрная пешка · a5 чёрная пешка · g5 чёрная пешка · f4 чёрный ферзь · a3 белый ферзь · h3 белая пешка · a2 белая пешка · b2 белая пешка · c2 чёрная ладья · d1 белая ладья · e1 белая ладья · h1 белый король | g8 чёрный король · f7 чёрная пешка · g7 чёрный слон · b6 чёрная пешка · d6 белый конь · h6 чёрная пешка · a5 чёрная пешка · g5 чёрная пешка · f4 чёрный ферзь · a3 белый ферзь · h3 белая пешка · a2 белая пешка · b2 белая пешка · c2 чёрная ладья · d1 белая ладья · e1 белая ладья · h1 белый король | g8 чёрный король · f7 чёрная пешка · g7 чёрный слон · b6 чёрная пешка · d6 белый конь · h6 чёрная пешка · a5 чёрная пешка · g5 чёрная пешка · f4 чёрный ферзь · a3 белый ферзь · h3 белая пешка · a2 белая пешка · b2 белая пешка · c2 чёрная ладья · d1 белая ладья · e1 белая ладья · h1 белый король | g8 чёрный король · f7 чёрная пешка · g7 чёрный слон · b6 чёрная пешка · d6 белый конь · h6 чёрная пешка · a5 чёрная пешка · g5 чёрная пешка · f4 чёрный ферзь · a3 белый ферзь · h3 белая пешка · a2 белая пешка · b2 белая пешка · c2 чёрная ладья · d1 белая ладья · e1 белая ладья · h1 белый король | g8 чёрный король · f7 чёрная пешка · g7 чёрный слон · b6 чёрная пешка · d6 белый конь · h6 чёрная пешка · a5 чёрная пешка · g5 чёрная пешка · f4 чёрный ферзь · a3 белый ферзь · h3 белая пешка · a2 белая пешка · b2 белая пешка · c2 чёрная ладья · d1 белая ладья · e1 белая ладья · h1 белый король | 1 |
|   | a | b | c | d | e | f | g | h |   |

1.Лe8+! Сf8 (1. ... Крh7 2.Фd3+) 
 2.Л:f8+! Кр:f8 
 3.Кf5+ Крg8 
 4.Фf8+!! Кр:f8 (4. ... Крh7 5.Фg7#) 
 5.Лd8#
Обычно завлечение — составной элемент более сложной тактической операции.

## В шахматных этюдах
Завлечение — распространённая тактическая тема в этюдной композиции.
|   | a | b | c | d | e | f | g | h |   |
| - | --- | --- | --- | --- | --- | --- | --- | --- | - |
| 8 | a8 белый король · f8 чёрный слон · d7 чёрный король · b6 белая пешка · h6 чёрная ладья · b5 белый конь · d5 чёрная пешка · d4 белый слон | a8 белый король · f8 чёрный слон · d7 чёрный король · b6 белая пешка · h6 чёрная ладья · b5 белый конь · d5 чёрная пешка · d4 белый слон | a8 белый король · f8 чёрный слон · d7 чёрный король · b6 белая пешка · h6 чёрная ладья · b5 белый конь · d5 чёрная пешка · d4 белый слон | a8 белый король · f8 чёрный слон · d7 чёрный король · b6 белая пешка · h6 чёрная ладья · b5 белый конь · d5 чёрная пешка · d4 белый слон | a8 белый король · f8 чёрный слон · d7 чёрный король · b6 белая пешка · h6 чёрная ладья · b5 белый конь · d5 чёрная пешка · d4 белый слон | a8 белый король · f8 чёрный слон · d7 чёрный король · b6 белая пешка · h6 чёрная ладья · b5 белый конь · d5 чёрная пешка · d4 белый слон | a8 белый король · f8 чёрный слон · d7 чёрный король · b6 белая пешка · h6 чёрная ладья · b5 белый конь · d5 чёрная пешка · d4 белый слон | a8 белый король · f8 чёрный слон · d7 чёрный король · b6 белая пешка · h6 чёрная ладья · b5 белый конь · d5 чёрная пешка · d4 белый слон | 8 |
| 7 | a8 белый король · f8 чёрный слон · d7 чёрный король · b6 белая пешка · h6 чёрная ладья · b5 белый конь · d5 чёрная пешка · d4 белый слон | a8 белый король · f8 чёрный слон · d7 чёрный король · b6 белая пешка · h6 чёрная ладья · b5 белый конь · d5 чёрная пешка · d4 белый слон | a8 белый король · f8 чёрный слон · d7 чёрный король · b6 белая пешка · h6 чёрная ладья · b5 белый конь · d5 чёрная пешка · d4 белый слон | a8 белый король · f8 чёрный слон · d7 чёрный король · b6 белая пешка · h6 чёрная ладья · b5 белый конь · d5 чёрная пешка · d4 белый слон | a8 белый король · f8 чёрный слон · d7 чёрный король · b6 белая пешка · h6 чёрная ладья · b5 белый конь · d5 чёрная пешка · d4 белый слон | a8 белый король · f8 чёрный слон · d7 чёрный король · b6 белая пешка · h6 чёрная ладья · b5 белый конь · d5 чёрная пешка · d4 белый слон | a8 белый король · f8 чёрный слон · d7 чёрный король · b6 белая пешка · h6 чёрная ладья · b5 белый конь · d5 чёрная пешка · d4 белый слон | a8 белый король · f8 чёрный слон · d7 чёрный король · b6 белая пешка · h6 чёрная ладья · b5 белый конь · d5 чёрная пешка · d4 белый слон | 7 |
| 6 | a8 белый король · f8 чёрный слон · d7 чёрный король · b6 белая пешка · h6 чёрная ладья · b5 белый конь · d5 чёрная пешка · d4 белый слон | a8 белый король · f8 чёрный слон · d7 чёрный король · b6 белая пешка · h6 чёрная ладья · b5 белый конь · d5 чёрная пешка · d4 белый слон | a8 белый король · f8 чёрный слон · d7 чёрный король · b6 белая пешка · h6 чёрная ладья · b5 белый конь · d5 чёрная пешка · d4 белый слон | a8 белый король · f8 чёрный слон · d7 чёрный король · b6 белая пешка · h6 чёрная ладья · b5 белый конь · d5 чёрная пешка · d4 белый слон | a8 белый король · f8 чёрный слон · d7 чёрный король · b6 белая пешка · h6 чёрная ладья · b5 белый конь · d5 чёрная пешка · d4 белый слон | a8 белый король · f8 чёрный слон · d7 чёрный король · b6 белая пешка · h6 чёрная ладья · b5 белый конь · d5 чёрная пешка · d4 белый слон | a8 белый король · f8 чёрный слон · d7 чёрный король · b6 белая пешка · h6 чёрная ладья · b5 белый конь · d5 чёрная пешка · d4 белый слон | a8 белый король · f8 чёрный слон · d7 чёрный король · b6 белая пешка · h6 чёрная ладья · b5 белый конь · d5 чёрная пешка · d4 белый слон | 6 |
| 5 | a8 белый король · f8 чёрный слон · d7 чёрный король · b6 белая пешка · h6 чёрная ладья · b5 белый конь · d5 чёрная пешка · d4 белый слон | a8 белый король · f8 чёрный слон · d7 чёрный король · b6 белая пешка · h6 чёрная ладья · b5 белый конь · d5 чёрная пешка · d4 белый слон | a8 белый король · f8 чёрный слон · d7 чёрный король · b6 белая пешка · h6 чёрная ладья · b5 белый конь · d5 чёрная пешка · d4 белый слон | a8 белый король · f8 чёрный слон · d7 чёрный король · b6 белая пешка · h6 чёрная ладья · b5 белый конь · d5 чёрная пешка · d4 белый слон | a8 белый король · f8 чёрный слон · d7 чёрный король · b6 белая пешка · h6 чёрная ладья · b5 белый конь · d5 чёрная пешка · d4 белый слон | a8 белый король · f8 чёрный слон · d7 чёрный король · b6 белая пешка · h6 чёрная ладья · b5 белый конь · d5 чёрная пешка · d4 белый слон | a8 белый король · f8 чёрный слон · d7 чёрный король · b6 белая пешка · h6 чёрная ладья · b5 белый конь · d5 чёрная пешка · d4 белый слон | a8 белый король · f8 чёрный слон · d7 чёрный король · b6 белая пешка · h6 чёрная ладья · b5 белый конь · d5 чёрная пешка · d4 белый слон | 5 |
| 4 | a8 белый король · f8 чёрный слон · d7 чёрный король · b6 белая пешка · h6 чёрная ладья · b5 белый конь · d5 чёрная пешка · d4 белый слон | a8 белый король · f8 чёрный слон · d7 чёрный король · b6 белая пешка · h6 чёрная ладья · b5 белый конь · d5 чёрная пешка · d4 белый слон | a8 белый король · f8 чёрный слон · d7 чёрный король · b6 белая пешка · h6 чёрная ладья · b5 белый конь · d5 чёрная пешка · d4 белый слон | a8 белый король · f8 чёрный слон · d7 чёрный король · b6 белая пешка · h6 чёрная ладья · b5 белый конь · d5 чёрная пешка · d4 белый слон | a8 белый король · f8 чёрный слон · d7 чёрный король · b6 белая пешка · h6 чёрная ладья · b5 белый конь · d5 чёрная пешка · d4 белый слон | a8 белый король · f8 чёрный слон · d7 чёрный король · b6 белая пешка · h6 чёрная ладья · b5 белый конь · d5 чёрная пешка · d4 белый слон | a8 белый король · f8 чёрный слон · d7 чёрный король · b6 белая пешка · h6 чёрная ладья · b5 белый конь · d5 чёрная пешка · d4 белый слон | a8 белый король · f8 чёрный слон · d7 чёрный король · b6 белая пешка · h6 чёрная ладья · b5 белый конь · d5 чёрная пешка · d4 белый слон | 4 |
| 3 | a8 белый король · f8 чёрный слон · d7 чёрный король · b6 белая пешка · h6 чёрная ладья · b5 белый конь · d5 чёрная пешка · d4 белый слон | a8 белый король · f8 чёрный слон · d7 чёрный король · b6 белая пешка · h6 чёрная ладья · b5 белый конь · d5 чёрная пешка · d4 белый слон | a8 белый король · f8 чёрный слон · d7 чёрный король · b6 белая пешка · h6 чёрная ладья · b5 белый конь · d5 чёрная пешка · d4 белый слон | a8 белый король · f8 чёрный слон · d7 чёрный король · b6 белая пешка · h6 чёрная ладья · b5 белый конь · d5 чёрная пешка · d4 белый слон | a8 белый король · f8 чёрный слон · d7 чёрный король · b6 белая пешка · h6 чёрная ладья · b5 белый конь · d5 чёрная пешка · d4 белый слон | a8 белый король · f8 чёрный слон · d7 чёрный король · b6 белая пешка · h6 чёрная ладья · b5 белый конь · d5 чёрная пешка · d4 белый слон | a8 белый король · f8 чёрный слон · d7 чёрный король · b6 белая пешка · h6 чёрная ладья · b5 белый конь · d5 чёрная пешка · d4 белый слон | a8 белый король · f8 чёрный слон · d7 чёрный король · b6 белая пешка · h6 чёрная ладья · b5 белый конь · d5 чёрная пешка · d4 белый слон | 3 |
| 2 | a8 белый король · f8 чёрный слон · d7 чёрный король · b6 белая пешка · h6 чёрная ладья · b5 белый конь · d5 чёрная пешка · d4 белый слон | a8 белый король · f8 чёрный слон · d7 чёрный король · b6 белая пешка · h6 чёрная ладья · b5 белый конь · d5 чёрная пешка · d4 белый слон | a8 белый король · f8 чёрный слон · d7 чёрный король · b6 белая пешка · h6 чёрная ладья · b5 белый конь · d5 чёрная пешка · d4 белый слон | a8 белый король · f8 чёрный слон · d7 чёрный король · b6 белая пешка · h6 чёрная ладья · b5 белый конь · d5 чёрная пешка · d4 белый слон | a8 белый король · f8 чёрный слон · d7 чёрный король · b6 белая пешка · h6 чёрная ладья · b5 белый конь · d5 чёрная пешка · d4 белый слон | a8 белый король · f8 чёрный слон · d7 чёрный король · b6 белая пешка · h6 чёрная ладья · b5 белый конь · d5 чёрная пешка · d4 белый слон | a8 белый король · f8 чёрный слон · d7 чёрный король · b6 белая пешка · h6 чёрная ладья · b5 белый конь · d5 чёрная пешка · d4 белый слон | a8 белый король · f8 чёрный слон · d7 чёрный король · b6 белая пешка · h6 чёрная ладья · b5 белый конь · d5 чёрная пешка · d4 белый слон | 2 |
| 1 | a8 белый король · f8 чёрный слон · d7 чёрный король · b6 белая пешка · h6 чёрная ладья · b5 белый конь · d5 чёрная пешка · d4 белый слон | a8 белый король · f8 чёрный слон · d7 чёрный король · b6 белая пешка · h6 чёрная ладья · b5 белый конь · d5 чёрная пешка · d4 белый слон | a8 белый король · f8 чёрный слон · d7 чёрный король · b6 белая пешка · h6 чёрная ладья · b5 белый конь · d5 чёрная пешка · d4 белый слон | a8 белый король · f8 чёрный слон · d7 чёрный король · b6 белая пешка · h6 чёрная ладья · b5 белый конь · d5 чёрная пешка · d4 белый слон | a8 белый король · f8 чёрный слон · d7 чёрный король · b6 белая пешка · h6 чёрная ладья · b5 белый конь · d5 чёрная пешка · d4 белый слон | a8 белый король · f8 чёрный слон · d7 чёрный король · b6 белая пешка · h6 чёрная ладья · b5 белый конь · d5 чёрная пешка · d4 белый слон | a8 белый король · f8 чёрный слон · d7 чёрный король · b6 белая пешка · h6 чёрная ладья · b5 белый конь · d5 чёрная пешка · d4 белый слон | a8 белый король · f8 чёрный слон · d7 чёрный король · b6 белая пешка · h6 чёрная ладья · b5 белый конь · d5 чёрная пешка · d4 белый слон | 1 |
|   | a | b | c | d | e | f | g | h |   |

Решение.

1. b7 Сc5! (1... Лe6 Кc7 или 1... Лc6 b8К+!)

2. С:c5

Плохо 2. b8Ф? Лa6+ 3. Крb7 Лb6+ или 2. Кc7 С:d4 3. b8Ф Лh8=

2... Лh8+ 

3. Крa7! (3. b8Ф? Л:b8+ 4. Кр: b8 Крс6!=) Крc6

4. Сd4  (4. Кd6? Кр;c5 5. Кc8 Лh7=) Лh7!

Если 4... Лe8, то 5.Крa6! Лb8 6. Сe5 Л:b7 7. Кd4+

5. Сg7!! (завлечение) Л:g7 6. Кd4+! и вилка или проход пешки в ферзи.